# Alexei
Alexei und seine Varianten sind ein männlicher Vorname.

## Herkunft und Bedeutung
Der Name Alexei stammt ursprünglich aus dem Griechischen (ähnlich wie Alexander abgeleitet von αλέξω ‚schützen‘) und bedeutet demnach so viel wie ‚Beschützer‘ oder ‚Bewacher‘. Der Name ist besonders im russischsprachigen Raum weit verbreitet. Die russische Koseform von Alexei ist Aljoscha.

## Varianten
- kyrillisch Алексей, Alexei;  Umschriftvariante Alexej
- Alexius (latinisiert)
- Alexios (gräzisiert)
- Олексій (Oleksij; ukrainisch)
- Aleksije/kyrillisch: Алексије, Aleksija, Alja, Aljoša (serbisch)
- Alexi (Altkirchenslawisch)
- Alexia (weiblich) (Altkirchenslawisch)
- Alexis (englisch, französisch, griechisch)
- Alejo (spanisch)
- Alessio (italienisch)
- Aleksi (finnisch)
- Aleš (tschechisch)
- Aleksy (polnisch)

## Namenstage
- 25. Februar
- 30. März
- 7. Mai
- 2. Juni
- 22. August
- 12. September
- 11. Oktober
- 18. Oktober
- 6. Dezember

## Bekannte Namensträger

### Alexei
- Alexei I. (1629–1676), russischer Zar

- Alexei Bestuschew-Rjumin (1693–1766), Feldmarschall der russischen Armee und russischer Reichskanzler
- Alexei Gassilin (* 1996), russischer Fußballspieler
- Alexei German (1938–2013), russischer Filmregisseur
- Alexei German (* 1976), russischer Filmregisseur und Drehbuchautor
- Alexei Iwanow (* 1969), russischer Schriftsteller und Drehbuchautor
- Alexei Iwanow (* 1981), russischer Fußballspieler
- Alexei Iwanow (* 1988), russischer Eishockeytorwart
- Alexei Jegorow (1975–2002), russischer Eishockeyspieler
- Alexei Jegorow (* 1991), russischer Boxer im Schwergewicht
- Alexei Jegorow (* 1976), russischer Eishockeytorwart
- Alexei Koroljow (* 1987), kasachischer Skispringer russischer Herkunft
- Alexei Koslow (* 1935), russischer Jazz-Saxophonist
- Alexei Kusnezow (* 1941), russischer Jazzgitarrist, Komponist und Arrangeur
- Alexei Kusnezow (* 1983), kasachischer Eishockeytorwart
- Alexei Medwedew (* 1982), russischer Eishockeyspieler
- Alexei Nawalny (1976–2024), russischer Rechtsanwalt, politischer Aktivist und Politiker
- Alexei Orlow (1737–1808), russischer Offizier
- Alexei Parschin (1942–2022), russischer Mathematiker
- Alexei Popogrebski (* 1972), russischer Filmregisseur und Drehbuchautor
- Alexei Romanow (1904–1918), letzter Zarewitsch von Russland
- Alexei Sawrasenko (* 1979), russischer Basketballspieler
- Alexei Schirow (* 1972), lettischer Schachspieler russischer Abstammung
- Alexei Semjonow (* 1981), russischer Eishockeyspieler
- Alexei Smirnow (1920–1979), russisch-sowjetischer Film- und Theaterschauspieler
- Alexei Smirnow (* 1951), russischer theoretischer Physiker
- Alexei Smirnow (* 1977), russischer Tischtennisspieler
- Alexei Smirnow (* 1982), russischer Eishockeyspieler
- Alexei Suetin (1926–2001), sowjetisch-russischer Großmeister im Schach und Autor von Schachbüchern
- Alexei Tolstoi (1817–1875), russischer Schriftsteller, Dramatiker und Dichter
- Alexei Tolstoi (1883–1945), russisch-sowjetischer Schriftsteller
- Alexei Trjoschnikow (1914–1991), sowjetisch-russischer Polarforscher, Geograph und Ozeanologe
- Alexei Troschtschinski (* 1973), russisch-kasachischer Eishockeyspieler
- Alexei Tschistjakow (1962–2012), russischer Maler und Künstler
- Alexei Utschitel (* 1951), russischer Filmregisseur und Produzent
- Alexei Wassiljew (* 1972), russischer Rennfahrer
- Alexei Wassiljew (* 1977), russischer Eishockeyspieler
- Alexei Wassiljew (* 1980), russischer Badmintonspieler
- Alexei Wolkow (* 1980), russischer Eishockeytorwart
- Alexei Wolkow (* 1988), russischer Biathlet
- Alexei Worobjow (* 1988), russischer Sänger und Schauspieler
- Alexei Wyschmanawin (1960–2000), russischer Schachmeister

### Alexej
- Alexej von Assaulenko (1913–1989), sowjetischer Maler
- Alexej Barchevitch (* 1976), deutscher Violinist und Konzertmeister
- Alexej Baumgärtner (* 1988), deutscher Eisschnellläufer
- Alexej Biakont (* vor 1296; † 1378), Metropolit von Moskau und ganz Russland
- Alexej Čepička (1910–1990), tschechoslowakischer Politiker
- Alexej Demerza (* 2001), deutscher Handballspieler
- Alexej Dmitriev (* 1985), deutsch-belarussischer Eishockeyspieler
- Alexej Gerassimez (* 1987), deutscher Perkussionist und Komponist
- Alexej Gorlatch (* 1988), deutscher Pianist und Musikpädagoge
- Alexej A. Hackel (1892–1951), russischer Kunsthistoriker und Theologe
- Alexej Jaškin (* 1965), tschechisch-russischer Eishockeyspieler
- Alexej von Jawlensky (1865–1941), russisch-deutscher Maler
- Alexej Jotow (* 1979), russisch-bulgarischer Eishockeyspieler
- Alexej Kurilenko (* 1972), ukrainischer Fußballspieler
- Alexej Malakhau (* 1982), belarussischer Jazzmusiker
- Alexej Manvelov (* 1982), russisch-schwedischer Schauspieler
- Alexej Mikhailov (* 1996), deutscher Leichtathlet
- Alexej Mittendorf (* 1980), deutscher Footballspieler
- Alexej Pludek (1923–2002), tschechischer Schriftsteller und Politiker
- Alexej Radyvanjuk (* 1994), belarussischer Kampfsportler
- Alexej Stachowitsch (1918–2013), österreichisch-russischer Autor, Pädagoge, Liedermacher, Techniker, Pfadfinder und Wandervogel
- Alexej Tretjakow (* 1965), russischer Maler, Designer und Restaurator